# Estados Unidos da Colômbia
Os Estados Unidos da Colômbia foram uma República federada integrada pelos atuais países da Colômbia e Panamá. Sucedeu a Confederação Granadina, em 1863, e foi sucedida pela República da Colômbia, em 1886.
A organização política da República foi estabelecida em 3 de Fevereiro de 1863,  pela Convenção do Rionegro, que se tornou a Constituição do país, ao ser promulgada em 8 de Maio pelos liberais radicais, que haviam vencido a guerra civil de 1860 a 1863.
A nova peça constitucional dividiu o país em nove estados soberanos:
- Estado Soberano de Antioquia
- Estado Soberano de Bolívar
- Estado Soberano de Boyacá
- Estado Soberano de Cauca
- Estado Soberano de Cundinamarca
- Estado Soberano de Magdalena
- Estado Soberano do Panamá
- Estado Soberano de Santander
- Estado Soberano de Tolima

A divisão interna de cada um desses estados era definida por suas próprias legislaturas.
Existiam também os chamados Territorios Nacionales, regiões que  eram controladas diretamente pelo governo central, sendo eles:
- Caquetá, localizado no estado de Cauca.
- La Guajira, localizado no estado de Magdalena.
- Motilones, localizado no estado de Santander.
- San Martín, localizado no estado de Cundinamarca.